# 도장초등학교 (경기)
도장초등학교 (道藏初等學校)는 대한민국 경기도 군포시에 있는 공립 초등학교이다.

## 학교 연혁
- 1993년 7월 1일: 개교

## 참고 자료
- 도장초등학교 - 한국교육학술정보원 학교알리미